# Jean-Baptiste Pichuèque
Jean-Baptiste Emile Pichuèque (Bergen, 24 juli 1849 - 12 augustus 1887) was een Belgisch volksvertegenwoordiger.

## Levensloop
Pichuèque was een zoon van de arts Emile Pichuèque en van Adeline Desiméon. Hij trouwde met Marie Zeguers.
Hij promoveerde tot doctor in de rechten (1873) aan de ULB en vestigde zich als advocaat in Bergen.
Van 1879 tot 1884 was hij gemeenteraadslid van Bergen.
In juni 1886 volgde hij de ontslagnemende Emile Masquelier op als liberaal volksvertegenwoordiger voor het arrondissement Bergen. Amper een jaar later overleed hij. Hij was amper 38.